# Gmina Luka
Gmina Luka (chorw. Općina Luka) – gmina w Chorwacji, w żupanii zagrzebskiej. W 2011 roku liczyła  1351 mieszkańców.